# Tokyo Revengers
Tokyo Revengers (japanisch 東京卍リベンジャーズ Tōkyō Manji ribenjās) ist eine Manga-Serie von Ken Wakui, die zwischen 2017 und 2022 in Japan erschien. 2021 erschien eine Anime-Adaption von Studio Liden Films.

## Handlung
Takemichi Hanagaki (花垣 武道 Hanagaki Takemichi) erfährt, dass seine einzige Freundin Hinata Tachibana (橘 日向 Tachibana Hinata) von der Tokyo Manji Gang getötet wurde. Er lebt auch nicht sonderlich gut, denn sein jüngerer Chef behandelt ihn schlecht und Takemichi lebt in einer heruntergekommenen Wohnung. Am nächsten Tag wird er am Bahnsteig von einem Unbekannten auf die Gleise gestoßen. Dadurch reist er 12 Jahre in die Vergangenheit und steckt in seinem Ich aus der damaligen Zeit. Nun will Takemichi die Zukunft ändern und Hinata vor ihrem Tod bewahren. Zunächst kann er Hinatas Bruder Naoto vor einem Unfalltod bewahren. Doch durch die Berührung mit ihm reist er zurück in die Gegenwart. Der nun erwachsene Naoto ist Polizist geworden und kann sich an den durch die Zeit gereisten Takemichi erinnern. Er lässt ihn durch einen erneuten Handschlag zurück in die Vergangenheit reisen, um auch Hinata zu retten.

## Manga
Der Zeichner Wakui arbeitet mit klassischen Zeichenmaterialien. Nur die Kolorierung einzelner Seiten wird mit digitalen Hilfsmitteln erstellt. Die Mangaserie wurde zwischen 2017 und 2022 im Shōnen Magazine veröffentlicht. Die Kapitel wurden von Kodansha in insgesamt 31 Sammelbänden veröffentlicht. Im November 2021 startete der Ableger Tōdai Revengers von Shinpei Funatsu im Magazine Pocket. Die Serie wurde im März 2023 abgeschlossen und erschien auch in sechs Sammelbänden. Ein von Yukinori Kawaguchi geschriebener und gezeichneter Ableger mit dem Titel Tōkyō卍Revengers – Baji Keisuke kara no Tegami startete im Juli 2022 im Magazine Pocket. Er umfasst bisher sechs Bände (Stand Juni 2025).
In Deutschland erschien der Manga von April 2022 bis August 2024 vollständig als Doppelbandausgabe bei Carlsen Manga. In der deutschen Ausgabe sowie in anderen internationalen Veröffentlichungen wurde das Kanji 卍 (Manji) aus dem Titel und Covern wegen Assoziationen zum Hakenkreuz entfernt. Die deutsche Ausgabe enthält eine redaktionelle Einordnung des Gebrauchs und Bedeutung des Symbols in Asien. die deutsche Übersetzung stammt von Martin Bachernegg. Seit November 2023 erscheint auch der zweite Ableger unter dem Titel Tokyo Revengers: Bajis Brief in bisher vier Bänden auf Deutsch (Stand: Oktober 2024). Die amerikanische Tochter von Kodansha veröffentlicht die Serie auf Englisch, bei J-Pop erscheint eine italienische Fassung, bei Waneko eine polnische und bei JBC in Brasilien eine portugiesische. Eine spanische Übersetzung wird von Editorial Ivréa in Argentinien und von Norma Editorial in Spanien veröffentlicht.

## Animeserie
Eine Adaption als Anime wurde im Juni 2020 angekündigt. Die Serie entstand beim Studio Liden Films unter der Regie von Koichi Hatsumi und nach einem Drehbuch von Yasuyuki Muto. Das Charakterdesign entwarfen Keiko Ōta und Kenichi Ohnuki, für den Ton war Satoki Iida verantwortlich. Die künstlerische Leitung lag bei Manabu Otsuzuki und für die Kameraführung war Hisayoshi Yamamoto zuständig. Die Geschichte baut auf den ersten neun Bänden des Mangas auf und baut diese noch etwas aus.
Die 24 Folgen wurden vom 10. April bis 19. September 2021 auf MBS, TV Tokyo, TV Aichi, TV Hokkaidō, TVQ Kyūshū, BS Asahi, AT-X, TSK, QAB sowie RKK Kumamoto Broadcasting in Japan ausgestrahlt. International wurde sie von Crunchyroll per Streaming veröffentlicht, unter anderem mit deutschen, englischen und französischen Untertiteln. Seit 29. Mai 2021 bietet Crunchyroll die Serie wöchentlich mit einer neuen Folge mit deutscher, englischer, spanischer, französischer und portugiesischer Synchronisation an.
Beim gleichen Studio mit demselben Team entstanden eine zweite und dritte Staffel mit je 13 Folgen. Diese wurden vom 8. Januar bis 2. April 2023 und vom 4. Oktober bis 27. Dezember 2023 in Japan ausgestrahlt sowie international per Streaming veröffentlicht.

### Episodenliste

#### Staffel 1
| Episode | Titel            | Ausstrahlung   |
| ------- | ---------------- | -------------- |
| 1       | Reborn           | 10. Apr. 2021  |
| 2       | Resist           | 18. Apr. 2021  |
| 3       | Resolve          | 25. Apr. 2021  |
| 4       | Return           | 2. Mai 2021    |
| 5       | Releap           | 9. Mai 2021    |
| 6       | Regret           | 16. Mai 2021   |
| 7       | Revive           | 23. Mai 2021   |
| 8       | Rechange         | 30. Mai 2021   |
| 9       | Revolt           | 6. Jun. 2021   |
| 10      | Rerise           | 13. Jun. 2021  |
| 11      | Respect          | 20. Jun. 2021  |
| 12      | Revenge          | 27. Jun. 2021  |
| 13      | Odds and Ends    | 4. Jul. 2021   |
| 14      | Break Up         | 11. Jul. 2021  |
| 15      | No Pain, No Gain | 18. Jul. 2021  |
| 16      | Once Upon A Time | 25. Jul. 2021  |
| 17      | No Way           | 1. Aug. 2021   |
| 18      | Open Fire        | 8. Aug. 2021   |
| 19      | Turn Around      | 15. Aug. 2021  |
| 20      | Dead Or Alive    | 22. Aug. 2021  |
| 21      | One and Only     | 29. Aug. 2021  |
| 22      | One for All      | 5. Sept. 2021  |
| 23      | End of War       | 12. Sept. 2021 |
| 24      | A Cry Baby       | 19. Sept. 2021 |

#### Staffel 2
| Episode | Titel                   | Ausstrahlung  | Deutscher Titel                 |
| ------- | ----------------------- | ------------- | ------------------------------- |
| 1       | It Is What It Is        | 8. Jan. 2023  | So ist es nun einmal            |
| 2       | Gotta go                | 15. Jan. 2023 | Ich muss los                    |
| 3       | Stand alone             | 22. Jan 2023  | Auf sich allein gestellt        |
| 4       | Family Bonds            | 29. Jan. 2023 | Familienbande                   |
| 5       | Christmas Eve           | 5. Feb. 2023  | Heiligabend                     |
| 6       | Whip up morale          | 12. Feb. 2023 | Die Moral steigern              |
| 7       | Sibling Rivalry         | 19. Feb. 2023 | Geschwisterrivalität            |
| 8       | Strive Together         | 26. Feb. 2023 | Gemeinsamer Kampf               |
| 9       | Dawning of a new era    | 5. Mär. 2023  | Anbeginn eines neuen Zeitalters |
| 10      | The Light of My Life    | 12. Mär. 2023 | Mein Lebenslicht                |
| 11      | On My Way Home          | 19. Mär. 2023 | Auf dem Heimweg                 |
| 12      | Last order              | 26. Mär. 2023 | Letzter Auftrag                 |
| 13      | When It Rains, It Pours | 2. Apr. 2023  | Ein Unglück kommt selten allein |

#### Staffel 3
| Episode | Titel               | Ausstrahlung  | Deutscher Titel       |
| ------- | ------------------- | ------------- | --------------------- |
| 1       | The longest day     | 4. Okt. 2023  | Der längste Tag       |
| 2       | Mortal enemy        | 11. Okt. 2023 | Erzfeind              |
| 3       | Run out of patience | 18. Okt. 2023 | Keine Geduld mehr     |
| 4       | Come back to life   | 25. Okt. 2023 | Komm ins Leben zurück |
| 5       | A bad hunch         | 1. Nov. 2023  | Ein ungutes Gefühl    |
| 6       | Rise against        | 8. Nov. 2023  | Auflehnung            |
| 7       | Turn the tide       | 15. Nov. 2023 | Das Blatt wenden      |
| 8       | I Know in My Head   | 22. Nov. 2023 | Ich weiß es einfach   |
| 9       | The blue ogre       | 29. Nov 2023  | Der blaue Oger        |
| 10      | Brave heart         | 6. Dez. 2023  | Tapferes Herz         |
| 11      | Nothing is left     | 13. Dez. 2023 | Nichts bleibt übrig   |
| 12      | Paradise lost       | 20. Dez. 2023 | Verlorenes Paradies   |
| 13      | Meet his fate       | 27. Dez. 2023 | Treffe sein Schicksal |

### Synchronisation
| Rolle              | japanische Sprecher (Seiyū) | deutsche Sprecher         |
| ------------------ | --------------------------- | ------------------------- |
| Takemichi Hanagaki | Yūki Shin                   | Lasse Dreyer              |
| Hinata Tachibana   | Azumi Waki                  | Rieke Werner              |
| Naoto Tachibana    | Ryōta Ōsaka                 | Tobias Diakow             |
| Manjiro Sano       | Yū Hayashi                  | Constantin von Jascheroff |
| Ken Ryuguji        | Tatsuhisa Suzuki            | Julian Tennstedt          |
| Kazutora Hanemiya  | Shun'ichi Toki              | Julien Haggège            |
| Chifuyu Matsuno    | Shō Karino                  | Patrick Baehr             |
| Keisuke Baji       | Masaaki Mizunaka            | Florian Clyde             |
| Masataka Kiyomizu  | Satoshi Hino                | Tommy Morgenstern         |
| Atsushi Sendo      | Takuma Terashima            | Henning Nöhren            |
| Rindou Haitani     | Hiro Shimono                | Alex Friedland            |

### Musik
Hiroaki Tsutsumi komponierte den Soundtrack der Serie. Die Vorspanne sind
- Cry Baby, gesungen vom Official Hige DANdism
- White Noise von Official Hige DANdism

Die Abspannlieder sind
- Koko de Iki wo shite von eill
- Tokyo Wonder von Nakimushi
- Kizutsukedo, Aishiteru von Tuyu
- Say My Name von Hey-Smith

## Realverfilmungen
Zum Manga kamen zwei Filme in die japanischen Kinos, jeweils mit dem Musiker Takumi Kitamura in der Hauptrolle. Regie führte Tsutomu Hanabusa und die Drehbücher schrieb Izumi Takahashi.
- Tokyo Revengers, Premiere am 9. Juli 2021
- Tokyo Revengers 2, Premiere am 21. April 2023

## Bühnenstücke
Auf japanischen Bühnen waren zwei Umsetzungen des Stoffs als Theaterstück zu sehen: Das erste im August 2021 in Tokio, Osaka und Kanagawa, produziert von Office Endless unter der Regie von Naohiro Ise. Im März 2022 war ein zweites Stück unter dem Titel Tokyo Revengers: Bloody Halloween in Osaka und im April in Tokio zu sehen.

## Rezeption
2020 wurde der Manga außerdem mit dem Kōdansha-Manga-Preis als Bester Shōnen-Manga ausgezeichnet. Während sich der Band 7, der es als erster in die Manga-Verkaufscharts schaffte, 2018 noch etwa 30.000 Mal in zwei Wochen verkaufte, verkaufte sich die gesamte Serie bis Mitte 2020 über 4 Millionen Mal. Band 21 startete dann mit einer Erstauflage von 195.000. Bis Januar 2022 stieg die Gesamtauflage auf 50 Millionen, bis Dezember 2022 auf über 70 Millionen. Mit 11 Millionen verkauften Bänden 2022 war Tokyo Revengers auch die zweitmeist verkaufte Mangaserie in diesem Jahr in Japan. Bis Juli 2022 verkauften sich 7 Millionen Bände außerhalb Japans. In Deutschland startete der Manga mit einer Auflage von 70.000 Stück, was außergewöhnlich viel ist und Ausdruck hoher Erwartungen des Verlags an den Titel ist.
Der Auftakt der Serie biete „dank des an gewisse Regeln gebundenen Zeitreiseelements und vielschichtigen Figuren reizvolle Action-Unterhaltung“, so Sabine Scholz im Tagesspiegel. Später werde die Serie, wohl wegen des Erfolgs über ihr ursprünglich geplantes Ende hinaus verlängert, „repetitiv und generischer“, wobei es nur geringfügig auffalle, „dank interessanter Figuren und einer clever gewählten Epoche“. Scholz ordnet die Serie in die „Furyo“-Geschichten ein, in deren Mittelpunkt ein Außenseiter steht, der prinzipientreu ist, das Herz am rechten Fleck habe, aber oft mit roher Gewalt agiere. Tokyo Revengers belebe dieses Motiv neu, wobei auch die Ästhetik von japanischen Gangs und Rowdys und entsprechender Geschichten der 1980er und 1990er Jahre aufgegriffen wird. Auch Motive wie Freundschaft und Willenskraft nähmen entsprechend viel Raum ein. Die deutsche Übersetzung sei dem entsprechenden Slang angepasst, könnte in dieser Hinsicht aber noch besser sein. Zeichnerisch biete der Manga „[v]errotzte, völlig lädierte Halbstarke […] neben hünenhaften, mafiaesken Delinquenten“ in „den wahnwitzigsten Prügelposen“.